# Pseudaletia albicosta
Pseudaletia albicosta là một loài bướm đêm trong họ Noctuidae.